# آلیسون فیتچ
آلیسون فیتچ (به انگلیسی: Alison Fitch) (زادهٔ ۱۸ فوریهٔ ۱۹۸۰) شناگر اهل نیوزیلند است.